# تحالف إعادة تحرير الصومال
التحالف لإعادة تحرير الصومال وهي منظمة إسلامية صومالية تتواجد في قرن أفريقيا وتأسست في 2007 من عناصر إتحاد المحاكم الإسلامية وألتي تقابلت في مدينة أسمرة عاصمة إريتريا وقررت الاتحاد من أجل إزاحة حكومة الصومال من السلطة وبعد ذلك حاربت إثيوبيا، في 2009 تم حل حكومتهم بعد عقد إتفاقية سلام.